# Zamek w Saumur
Zamek w Saumur (fr. Château de Saumur) – zamek w miejscowości Saumur we Francji położony w departamencie Maine i Loara. Zaliczany do zamków nad Loarą.

## Historia
Oryginalnie zamek został zbudowany około X wieku przez Tybalda I Oszusta władcę Blois który wybudował zamek w celu ochrony przed atakami Normanów. W 1026 roku zamek wpadł w posiadanie hrabiego Andegawenii, Fulko III. Następnie w 1067 roku zamek uległ całkowitemu zniszczeniu a jego odbudowa odbyła się  pod koniec XII wieku, za czasów ówczesnego króla Anglii, Henryka II.
We wczesnych latach XIII wieku kontrolę nad zamkiem przejął król Francji, Filip II August, który zamienił zamek w oficjalną posiadłość królewską. Do 1589 roku zamek zmieniał właścicieli kilkukrotnie, wówczas król Francji, Henryk IV Burbon podarował Château de Saumur, Philippe'owi de Mornay.
W 1621 roku zamek przeszedł w ręce armii francuskiej, która zamieniła zamek w baraki polowe. Za czasów rządzenia Napoleona Bonaparte, Zamek w Saumur służył jako więzienie stanowe.
Na początku XX wieku zamek w Saumur został objęty programem restauracyjnym średniowiecznych zamków. Obecnie w budynku zamku znajduje się muzeum wyścigów konnych.
Od 1862 roku Château de Saumur posiada status zabytku i jest objęty pomocą oraz ochroną Francuskiego Ministerstwa Kultury.